# Сильная партия
Сильная партия (Партия сильного человека; алб. Partia e Fortë, PF) — сатирическая политическая партия в Косове, созданная в 2013 году. Декларируемая цель — «прийти к власти, чтобы контролировать государственные финансы и разбогатеть».

## История
Партия была официально зарегистрирована 20 июня 2013 года, хотя она была образована в ноябре 2012 года. Её инициаторами была группа активистов и художников (в том числе Юл Ругова, Висар Арифай, Ильир Байри и Агон Хамза). Учредители получили известность в качестве интернет-пранкеров и активистов протестов 2013 года.
На первых выборах в октябре 2013 года партия получила достаточно голосов, чтобы провести одного своего представителя в муниципальное собрание столицы Приштины. Участвовала в парламентских выборах 2014 года.

## Программа
Партийная программа под нарочитым названием Lorem ipsum иронически переворачивает проблемы Косова с ног на голову. Так, проблему 40-процентной безработицы в стране «Сильная партия» подаёт в свете того, что настоящим вызовом является то, что 60 % населения всё ещё вынуждены работать. Поэтому партия ставит своей целью безработицу в 100 %, а лидер в интервью подкрепляет это недовольством стереотипом о лености жителей Черногории: «Люди в Косове тоже ленивые, и их должны за это уважать».
Тогда как остальные партии с трудом выполняют требование законодательства о квоте в 30 % женщин-кандидатов, «Сильная партия» обеспечивает гендерное равенство тем, что 30 % её кандидатов на выборах должны быть мужчинами. Партия стремится сохранить политический статус-кво, прославляя Косово в качестве демократической страны, где голосовать могут и живые люди, и «отошедшие в мир иной». Партийные опросчики сулят ей победу на выборах, опираясь на рейтинг «в районе 120 %».
План развития столицы предусматривает намеренно абсурдные пункты, например: установка писсуаров при входе в каждое общественное здание, использование зимой в качестве общественного транспорта ездовых собак, которых предлагается дрессировать из числа бездомных сородичей, сооружение в Приштине трассы для гонок «Формулы-1» стоимостью «чуть меньше, чем миллиард — но когда речь заходит о том, чтобы потратить средства граждан, мы никогда не сомневаемся». Высмеивая распространённую в косоварской политике американофилию, партия выражает благодарность США даже за хорошую погоду.
Партию возглавляет Висар Арифай, чей официальный титул Kryetar Lexhendar («Легендарный председатель») намеренно пишется с ошибками, а обычный костюм включает пиджак с галстуком и шортами. Это единственная политическая партия, не имеющая рядовых членов — ведь все они носят звание заместителей председателя партии. Партия даже утверждает, что каждый рождается «заместителем председателя „Сильной партии“».
Свои цели на выборах градоначальника Приштины лидер партии описывал так: «Как и у любого другого мэра, моим приоритетом будет ремонт моего офиса по моему вкусу и покупка новых автомобилей. Конечно, я выброшу все, что есть сейчас в офисе, начиная со стула, офисной мебели, компьютеров, машин». Что же касается более долгосрочной перспективы:
Я обещаю, что всегда буду делать обещания. Обещания являются прекрасными и приятными, чтобы граждане чувствовали облегчение от того, что кто-то думает о решениях для этой страны. Это не значит, что эти обещания будут выполнены. Но их достаточно, чтобы успокоить людей. Как эти обещания выполняются — это маловажный вопрос.

Остальные партии «Сильная партия» не считает своими конкурентами и, чтобы продемонстрировать это, в «качестве жеста доброй воли» перевела на счёт левонационалистической партии «Самоопределение» 10 евро.